# Рива-Вальдоббия
Рива-Вальдоббия (итал. Riva Valdobbia) — коммуна в Италии, располагается в регионе Пьемонт, в провинции Верчелли.
Население составляет 254 человека (2008 г.), плотность населения составляет 4 чел./км². Занимает площадь 62 км². Почтовый индекс — 13020. Телефонный код — 0163.
Покровителем коммуны почитается святой Архангел Михаил, празднование 29 сентября.

## Демография
Динамика населения:

## Администрация коммуны
- Официальный сайт: